# Сан Грегорио Матезе
Сан Грегорио Матезе (итал. San Gregorio Matese) је насеље у Италији у округу Казерта, региону Кампанија.
Према процени из 2011. у насељу је живело 899 становника. Насеље се налази на надморској висини од 779 м.

## Становништво
| 1931. | 1936. | 1951. | 1961. | 1971. | 1981. | 1991. | 2001. | 2011. |
| ----- | ----- | ----- | ----- | ----- | ----- | ----- | ----- | ----- |
| 971   | 1.107 | 1.336 | 1.499 | 1.336 | 1.255 | 1.092 | 1.057 | 1.022 |